# Mangelia variegata
Mangelia variegata är en snäckart. Mangelia variegata ingår i släktet Mangelia och familjen kägelsnäckor. Inga underarter finns listade i Catalogue of Life.